# 2114 Валленквіст
2114 Валленквіст (2114 Wallenquist) — астероїд головного поясу, відкритий 19 квітня 1976 року.
Тіссеранів параметр щодо Юпітера — 3,180.